# Lycée Mariette
Le lycée Mariette est un établissement français d’enseignement secondaire et supérieur, situé à Boulogne-sur-Mer (Pas-de-Calais). 
Avec environ 2 000 élèves, il s'agit du plus grand lycée de Boulogne-sur-Mer et de l'un des plus grands de la région Hauts-de-France. L'établissement possède également un internat.

## Histoire
Le collège pour garçons Mariette, du nom de l'égyptologue Auguste Mariette, ouvre en 1902 dans d'anciens bâtiments religieux.
Les bâtiments souffrent des deux guerres mondiales. Dès l'été 1942, des Juifs y ont été internés. On y compte jusqu'à 400-500 détenus. Le collège est entouré de barbelés et surveillé par des gardiens violents. Les conditions d'internement y sont très difficiles, les Juifs sont entassés dans l'un des étages de l'établissement.
En 1968, l'établissement devient lycée d'État mixte.
En 2016, un nouveau bâtiment est inauguré. Celui-ci abrite l'accueil, l'administration et un nouveau CDI de 340 m2, en remplacement de l'ancien bâtiment d'accueil qui est alors rasé.

## Formation

### Enseignement secondaire
Le lycée possède un total de 40 classes (en 2024) dont 12 classes de Seconde, 15 classes de Première et 13 classes de Terminale dans les trois filières générales (S, ES et L) et dans deux filières technologiques (STMG et ST2S).
Le lycée est le seul du département à dispenser d'une section internationale britannique, collaboration entre Cambridge et le ministère de l'Éducation nationale, enseignement dispensé dans toute la France.

### Brevet de Technicien Supérieur (BTS)
L'établissement propose 5 BTS (soit 10 classes et environ 300 étudiants) :
- Commerce International (CI)
- Gestion de la Petite et Moyenne Entreprise (GPME)
- Négociation et Digitalisation de la Relation Clients (NDRC)
- Support à l'Action Managériale (SAM)
- Services et Prestations des Secteurs Sanitaire et Social (SP3S)

### BTS en alternance
- BTS Support à l'action managériale (SAM)
- BTS Négociation et digitalisation de la relation client (NDRC)

### Classes préparatoires aux grandes écoles (CPGE)
Le lycée Mariette propose des classes préparatoires littéraires (Hypokhâgne-Khâgne) et scientifiques (MPSI-MP). En 2010, 129 élèves sont en CPGE au lycée Mariette. Depuis 2016, une association nommée "Les Khâgneux Déchaînés", sous l'impulsion de quelques étudiants, a été créée et a permis de dynamiser la vie étudiante de la CPGE littéraire, en proposant de nombreux événements, notamment le Festival de Khâgne, des sorties ou des animations[réf. souhaitée].

## Équipements
Le lycée se situe au croisement des rues Beaurepaire et Charles Dickens, l'entrée principale se trouvant au 69, rue de Beaurepaire. Le lycée abrite 6 bâtiments dédiés aux cours, un internat, une cafétéria, une petite salle de cinéma, un CDI, un parking et un complexe sportif avec une salle de sports collectifs, un stade de football, un terrain de basket-ball, des salles de musculation, de gymnastique et de danse.

## Résultats

### Enseignement secondaire
En 2015, le magazine L'Express classe le lycée 29e sur 43 au niveau départemental quant à la qualité d'enseignement, et 1685e sur 2301 au niveau national. Ce classement s'établit sur trois critères : le taux de réussite au bac, la proportion d'élèves de première qui obtient le baccalauréat en ayant fait les deux dernières années de leur scolarité dans l'établissement, et la valeur ajoutée (calculée à partir de l'origine sociale des élèves, de leur âge et de leurs résultats au diplôme national du brevet). En 2023, le magazine Le Figaro classe le lycée 17e sur 40 au niveau départemental ( Classement établi selon le taux de réussite au bac ainsi que le taux de mentions) ainsi que 1164e sur 2145 au niveau national.
Pourcentage de réussite au baccalauréat
| Série | 2013 | 2012 | 2011 | 2010 | 2009 | 2008 | 2007 | 2006 | 2005 | 2004 | 2003 | 2002 | 2001 | 2000 |
| ----- | ---- | ---- | ---- | ---- | ---- | ---- | ---- | ---- | ---- | ---- | ---- | ---- | ---- | ---- |
| S     | 89 % | 90 % | 84 % | 83 % | 88 % | 89 % | 89 % | 90 % | 81 % | 84 % | 76 % | 68 % | 71 % | 77 % |
| ES    | 91 % | 96 % | 88 % | 84 % | 87 % | 93 % | 77 % | 86 % | 80 % | 78 % | 79 % | 64 % | 55 % | 59 % |
| L     | 93 % | 92 % | 96 % | 92 % | 82 % | 87 % | 86 % | 82 % | 76 % | 80 % | 76 % | 77 % | 69 % | 72 % |
| STG   | 85 % | 75 % | 81 % | 85 % | 87 % | 79 % | 76 % | 71 % | 83 % | 76 % | 70 % | 75 % | 74 % | 77 % |
| ST2S  | 84 % | 67 % | 87 % | 73 % | 63 % | 79 % | 80 % | 78 % | 71 % | 71 % | 61 % | 78 % | 69 % | 70 % |

### Classes préparatoires
En 2025, L'Étudiant donnait le classement suivant pour les concours de 2024 :
| Filière | Élèves admis dans une grande école* | Taux d'admission* | Taux moyen sur 5 ans | Classement national | Évolution sur un an |
| --- | ----------------------------------- | ----------------- | -------------------- | ------------------- | ------------------- |
| Khâgne LSH | 0 / 26 élèves                       | 0 %               | 0.8 %                | 33e ex-æquo sur 81  | =                   |
| MP / MP* | 2 / 19 élèves                       | 10.5 %            | 5.2 %                | 94e sur 151         | =                   |
| Source : Classement 2025 des prépas - L'Étudiant (Concours de 2024). * le taux d'admission dépend des grandes écoles retenues par l'étude. En khâgnes, ce sont l'ENSAE, l'ENC,les 3 ENS, et 5 écoles de commerce qui ont été retenues. En filières scientifiques, c'est un panier de 11 à 17 écoles d'ingénieurs qui a été retenu selon la filière (MP, PC, PSI, PT ou BCPST). |                                     |                   |                      |                     |                     |

## Personnalités étant passées par le Lycée Mariette
- André Biguet (1892-1918), poète, figure parmi les 560 écrivains morts pour la France au Panthéon
- Georges Mathieu (1921-2012), artiste peintre[13]
- Corinne Touzet (1959-), actrice
- Anne Ducros (1959-), chanteuse de jazz[14]
- Nicolas Hénard (1964-), skipper, champion olympique[15]
- Aymeric Caron (1971-), journaliste,chroniqueur et homme politique
- Maëva Coucke (1994-), Miss France 2018

## Exposition médiatique
Chante ton bac d'abord, film réalisé par David André et sorti le 22 octobre 2014 en salles, qui met en scène des lycéens du lycée Mariette qui préparent leur baccalauréat. Présenté au FIGRA, il a reçu le FIPA d'or du documentaire de création 2014.